# Rörstrand museum
Rörstrand museum i Lidköping berättar om Rörstrandsfabrikens historia och utveckling i Stockholm, Göteborg och Lidköping samt visar tillfälliga utställningar om Rörstrands keramiker och formgivare, epoker, stilar eller särskilda jubileer. Museets samlingar omfattar år 2020 cirka 18 000 föremål och kompletteras med inköp av äldre föremål, donationer, samt produkter ur Rörstrands moderna tillverkning. Till samlingarna hör även ett arkiv och bildarkiv med bland annat pressbilder, priskuranter, produktblad, skisser och föremålsfotografier.
Sedan 2002 ägs museet och samlingarna av Stiftelsen Rörstrands Porslinssamlingar med Lidköpings kommun och Fiskars Sweden AB som huvudmän. Verksamheten drivs av Rörstrand Museum AB.

## Museets historia - det första och andra museet
Rörstrand Museum öppnade vid företagets 250-årsjubileum 1976 och låg då i en nybyggd, avlång lokal längs äldre fabriksmurar med höga valvbågar. ”Lill-ugnen”, en nedlagd rundugn, byggd 1920, hörde tili museet, som en av landets få sparade ugnar av den typen. Museet ritades av stadsarkitekt Patrick Darling. För inredningen stod arkitekt Eric Sörling. Gunnar Nylunds stengodsrelief "Ugnen tömmes" från 1946 monterades på en av museets väggar.
Förste museichef var rörstrandskonstnären Bertil Lundgren (1934 - 2020) som kom att bli företagets historiker och innehade chefsposten till 1999. I tätt samarbete med Rörstrands konstnärer genomfördes en rad  sommarutställningar på museet, bland annat 1700-tal, Jugend, Terriner, Den sagolika skålen.
I samband med förändringar inom fastigheten genomfördes en total nybyggnad av museet som flyttades in i den tidigare Lidköpings Porslinsfabriks (ALP) byggnad från 1912. Med inredning av White Arkitekter, baserad på idén om vita porslinsskärvor, återinvigdes museet våren 2008. Museet blev en centralpunkt inom Rörstrand Center, den handels- och verksamhetsplats som har vuxit fram på Rörstrands fabriksområde.
En om- och utbyggnad av museet planerades under slutet av 2010-talet. Museet stängde våren 2020 för att återöppnas vintern 2021 med ny inredningsarkitektur av Tove Alderin Studio.

## Samlingen i Stockholm
Rörstrand hade tidigt en omfattande museisamling i Stockholm, inte bara med Rörstrands och Mariebergs produktion utan även utländska pjäser, utställda i särskilda lokaler i fabrikens kontorshus. Uppbyggandet av museet startade 1868 med ett tebord i fajans, skänkt till Rörstrands AB. Bordet hade dekorerats med en målning av Rörstrand efter Johan Fredrik Martins lavering från 1794. Gåvan ledde till att styrelsen beslöt att inrätta ett särskilt rum för de äldre pjäser som anhopats i fabriken och att även tillverka särskilda vitrinskåp. Därmed skapades inte bara Rörstrands första skådesamling, det ledde även till rörstrandsdisponenten Holdo Stråles forskningar och böcker om Rörstrand och Marieberg. Rörstrands samling blev en av de största enskilda museisamlingarna i Stockholm vid förra sekelskiftet.
När fabriken i Stockholm skulle läggas ner 1926 erbjöds Nationalmuseum att köpa hela samlingen för 200 000 kronor, men museet ville bara erbjuda hälften. De äldre delerna av samlingen såldes därför på en auktion på Bukowskis i september 1926. En del 1700-tals pjäser förvärvades då av Nationalmuseum, Röhsska museet, Lunds museum m.fl. intressenter. Lejonparten av föremålen från 1840-talet och framåt såldes utanför auktionen till samlaren, och tillika Rörstrands återförsäljare i Malmö, handelsmannen Gustaf Löfberg, vilken 1923 även köpt upp ett stort restlager av utställnings- och prydnadsartiklar. Löfbergs samling lär ha omfattat närmare 2000 föremål.
Drömmen om att återstarta ett fabriksmuseum levde under flera decennier. Rörstrands ledare Fredrik Wehtje såg under 1940- och 1950-talen till att företagets samlingar kompletterades med representativa föremål. Den pensionerade disponenten Knut Almström fick uppdraget att söka och återköpa pjäser från Rörstrand och Marieberg. Inför museets öppnande 1976 packades ungefär 5000 föremål upp efter att ha legat i lårar under 40 år. Uppackning och urval gjordes av rörstrandkännaren Carl-Erik Almström, son till Knut Almström.
Gustaf Löfbergs samling övergick till hans söner som startade butikskedjan DUKA 1962. Halva samlingen, närmare 900 nr, övertogs av handlaren Lennart Hansson när han köpte DUKA 1971. Föremålen visades under många år på Hanssons privatmuseum i Lund. Den samlingen avvecklades på auktion 2005 efter att ett urval på 57 föremål först donerades av Hanssons söner till Rörstrand Museum för att ställas ut i avdelningen Lennart Hanssons donation. Den andra halvan av Löfbergs ursprungliga samling såldes på auktioner 1982 och 1997.